# Bökfi János
Bökfi János (Füzesgyarmat, 1963. június 2. –) magyar súlyemelő, edző.

## Pályafutása
1983 és 1992 között válogatott kerettag volt 100 kg, és 110 kg-os súlycsoportban. Többször képviselte Magyarországot világbajnokságokon és Európa-bajnokságokon. Részt vett az 1988-as szöuli olimpián ahol 100 kg-ban 392,5 kg-os összetett eredménnyel (szakítás: 180 kg, lökés: 212,5 kg) a 4. helyen végzett. 
Legjobb teljesítményét az 1986-os szófiai világbajnokságon érte el 400 kg-mal, ezzel a 100 kg-os súlycsoportban az ötödik helyen végzett.

### Edzői pályafutása
Jelenleg a Békéscsabai Súlyemelõ és Szabadidõ Sportegyesület vezetőedzője. 2011-2013 közötti időszakban a súlyemelő válogatott szövetségi kapitánya volt.

## Díjai, elismerései
- Miniszteri elismerő oklevél (2025)[1]